# Kai Nielsen (filósofo)
Kai Nielsen (15 de mayo de 1926 - 7 de abril de 2021) fue un profesor estadounidense, más tarde emérito, de filosofía en la Universidad de Calgary. Se especializó en naturalismo, metafilosofía, ética, filosofía analítica, filosofía social y política. Nielsen también escribió sobre filosofía de la religión y fue un defensor del ateísmo contemporáneo. También fue conocido por su defensa del utilitarismo, escribiendo en respuesta a las críticas de Bernard Williams al mismo.

## Biografía
Nacido el 15 de mayo de 1926 en Marshall, Míchigan, cerca de Battle Creek, Míchigan, Kai Edward Nielsen se crio en Moline, Illinois.
Su padre era de Copenhague, Dinamarca, y hablaba danés y sueco. Como dijo más tarde sobre su padre: "Mi padre era un inmigrante danés que llegó a la ciudad de Nueva York cuando tenía quince años. En ese entonces no sabía ni una palabra de inglés. Lo pusieron en el primer grado de la escuela y lo odiaba". ¿Qué podía hacer? No hablaba nada de inglés y aquí estaba con estos pequeños niños que hablaban inglés. Tenía quince años y ellos cinco o seis. Dejó la escuela y se las arregló solo, como usted. Todavía podría hacerlo entonces." 
Su madre era estadounidense, pero, según Nielsen, ella "era métis. Su madre venía de Lac St. Jean, aunque ella nunca habló francés. Su madre emigró temprano a los Estados Unidos antes de que pudiera hablar". Contó la siguiente historia para ilustrar la diferencia entre su madre y su padre: "Unos años antes de la Segunda Guerra Mundial, un amigo de mi padre, que era su subordinado en una compañía de seguros donde mi padre era superintendente, Fue invitado a nuestra casa de verano. Esto fue durante el combate de boxeo entre Joe Louis y Max Schmeling. Estábamos en nuestra casa de verano, que tenía una gran bandera estadounidense en una pared y una gran bandera danesa en la otra. a quien llamé tío Percy, empezó a hablar de Hitler (la pelea entre Louis y Schmeling fue un gran asunto germano-estadounidense) y dijo: "Bueno, hubo una cosa buena que Hitler hizo después de los judíos". Mi madre se levantó y salió de la habitación y, después de que él se fue, le dijo a mi padre que nunca más dejara entrar al tío Percy en la casa".

## Educación
En una entrevista concedida más adelante en su vida, Nielsen explicó qué lo había movido hacia la "izquierda (nunca la habría llamado así entonces)" contando dos historias de su infancia sobre clase y raza: "Crecí en una pequeña región del Medio Oeste Ciudad estadounidense durante la Gran Depresión donde vi, cuando era niño, una serie de cosas que dejaron su huella en mí. A mis padres les fue bien económicamente durante la Depresión, como les había sucedido antes y después de ella. La criada recogía nuestros desechos, especialmente yo, pero al otro lado del barranco de nuestra casa vivía un grupo de gente pobre y, como saben, les suele pasar a los niños, yo solía ir a casa después de la escuela con algunos de mis compañeros para jugar a la pelota con ellos. En una de las casas que visité, la única pelota que tenían era algo que habían atado con una cuerda. Recuerdo que la casa no tenía calefacción y el rostro de la madre parecía destrozado. Casi no había muebles. El padre estaba en el camino mirando. para trabajar. Muchas de las casas de nuestro pueblo eran así. Pero cuando llegué a casa, tenía una criada que recogía mi ropa y mis libros donde los tiraba. Tenía calidez y comodidad y mucho para comer. No podía creer que esta diferencia pudiera ser correcta. Entonces me di cuenta de que algo andaba mal con el tipo de sociedad que permitiría esto. Tuve varias conciencias de esto. Ver, por ejemplo, a personas que trabajaban en Work Projects Administration (el proyecto de la administración Roosevelt para la creación de empleos), haciendo filas apoyados en sus palas. Recuerdo preguntarle a mi padre (que era conservador, aunque yo, en aquellos días, nunca pensé en esto) mientras pasábamos junto a nuestro gran auto, un predecesor del Cadillac, "¿Quiénes son estas personas?" Y dijo: “Personas contratadas por Roosevelt para la Administración de Proyectos de Obras. Podrían conseguir trabajos reales si los quisieran. No tienen que vivir del paro”. Fueron experiencias como ésta las que me impresionaron y arraigaron lo que sería mi giro a la izquierda, más tarde mi firme socialismo. Si tan solo mi padre hubiera leído La jungla de Upton Sinclair. Otro ejemplo, éste racial: uno de mis amigos más cercanos del colegio era negro, un negro, como dijimos entonces. Un día, después de la escuela, lo invité a venir a casa conmigo a jugar. Cuando entramos a la casa noté que nuestra criada, que era sueca, parecía sorprendida al verlo. Cuando se fue, mi madre vino y me dijo: "No vuelvas a traer a George aquí nunca más". Y mi padre, para sellar esto, llamó al padre de George y le dijo que no permitiera que George regresara".
Nielsen fue a la escuela secundaria y a la secundaria durante dos años en Moline. Luego se cambió a la Academia St. Ambrose, parte del St. Ambrose College (ahora Universidad St. Ambrose (desde 1987)), en las cercanías de Davenport, Iowa, porque quería jugar en su equipo de baloncesto.  Después de graduarse de la escuela secundaria, pasó tres meses en la escuela de formación de oficiales y sirvió los dos últimos años de la Segunda Guerra Mundial en la marina mercante, en el Pacífico, en un barco mercante. Fueron atacados una vez por un avión japonés pero no fueron alcanzados. Después de la guerra, asistió al St. Ambrose College durante dos años. San Ambrosio era una escuela católica. Nielsen estaba luchando con las creencias religiosas en ese momento, después de haber leído algo de filosofía durante la guerra: "Después de la guerra, regresé a St. Ambrose para estudiar dos años en la universidad antes de transferirme a la Universidad de Carolina del Norte. Así que mi primera La universidad era una escuela católica. Hubo dos personas que me influyeron allí. Uno era un sacerdote que sabía mucho sobre literatura y hablaba de ella de una manera realmente interesante. El otro era un laico que venía de Montreal y había estudiado. en la Universidad de Toronto – en el St. Michael's College – con Gilson y Maritain. Su nombre era Frederich Flynn y enseñaba filosofía en esta pequeña universidad católica. Quizás en aquel entonces todavía lo hicieras. Era obligatorio y la mayoría de los estudiantes, la mayoría de ellos católicos, lo odiaban. La mayoría de estos cursos en esa escuela eran increíblemente aburridos, impartidos por sacerdotes que utilizaban manuales escolares y la mayoría de estos sacerdotes no estaban muy interesados en la filosofía. Tomé un curso de Flynn, quien enseñó a Platón, Aristóteles y Tomás de Aquino. Era muy diferente al resto. Cuando habló de Tomás de Aquino, en lugar de simplemente decir que las pruebas funcionan, dijo que había problemas con ellas. Y hablamos de ellas y descubrió que yo tenía interés en estas cosas. Para entonces yo estaba luchando con la religión y él me dijo que también debería leer algo de Escoto, Ockham y Maimónides y que leyera a los filósofos mismos, no solo los manuales. Me impresionó y despertó mi interés por la filosofía. Fue en esa época que también leí a Santayana y eso tuvo en mí un efecto secularizador. Mi lectura anterior de Nietzsche y Dewey durante la guerra tuvo un efecto similar. En ese momento de mi vida, había muchas corrientes conflictivas dando vueltas en mí." 
Nielsen luego se transfirió a la Universidad de Carolina del Norte en Chapel Hill, donde recibió su título de AB, summa cum laude, con una tesis con honores sobre James Joyce. Durante su estancia en Chapel Hill, Nielsen se radicalizó: "La Universidad de Carolina del Norte no sólo estaba segregada por raza sino también por género. Al principio sólo había estudiantes varones en la UNC (excepto en la escuela de posgrado). Este fue también el caso cuando Enseñé en Hamilton College y Amherst College. Supongo que ahora solo quedan dos escuelas exclusivamente para hombres en los Estados Unidos [2012], pero en aquel entonces había muchas. Pero también había segregación racial en Carolina del Norte. en la Universidad liberal de Carolina del Norte y la Universidad de Duke no tenían ningún estudiante negro. Eso se llamó “separados pero iguales”. Pero eso, por supuesto, no era cierto. En ese momento, ya estaba sensibilizado sobre esto, así que me uní a varios movimientos desafiantes, particularmente radicales, aunque a los ojos del establishment, todos eran movimientos radicales. lo cual rápidamente me volví muy radical." 
En la misma entrevista, Nielsen describió haber sido víctima de una intimidación racista: "Durante una carrera presidencial en Estados Unidos, Henry Wallace (no George Wallace), que había sido vicepresidente bajo Truman, formó un nuevo partido y se postuló para presidente. Me uní a un movimiento estudiantil que apoyaba a Wallace (Wallace era una especie de socialdemócrata, pero su partido cometió el error táctico de aceptar ayuda del Partido Comunista Estadounidense y eso acabó con ellos). Paul Robeson, un miembro negro y prominente del Partido Comunista, era un elocuente. Partidario de Wallace. Había visto a Paul Robeson interpretar el papel principal en Otelo en San Francisco durante la guerra cuando todavía estaba en el servicio. Recuerdo haber respondido entonces: "Jesús, ¿qué es esto?". Yo estaba fascinado. Nosotros, los estudiantes de Chapel Hill, organizamos que Paul Robeson viniera al campus para hablar en apoyo de Wallace y este tercero, pero él era miembro del Partido Comunista y en ese momento había sido incluido en la lista negra de la universidad. Muchas vacilaciones liberales, finalmente dijeron que no podíamos reunirnos en la sala de conferencias que habíamos planeado y con su acuerdo inicial, así que fuimos a un terreno baldío que pertenecía a una gasolinera en el centro de Chapel Hill que había cerrado por la noche. Presentó a Robeson y él habló allí. Por eso esa noche me quemaron una cruz frente a mi casa".
Nielsen estudió filosofía en la cercana Universidad de Duke, en Durham, Carolina del Norte, y recibió su doctorado en Duke en 1959. Durante esos años de universidad también publicó una novela.

## Carrera docente
Nielsen enseñó en Hamilton College antes de ser contratado en Amherst College, donde enseñó durante tres años en el Departamento de Filosofía y Religión. Después de una reunión con Sidney Hook en Amherst, fue invitado a unirse al departamento de filosofía de la Universidad de Nueva York, donde finalmente se convirtió en presidente del departamento. Durante la Guerra de Vietnam, se trasladó a la Universidad de Calgary.
Nielsen fue miembro de la Royal Society of Canada y expresidente (en 1983) de la Asociación Filosófica Canadiense.
Nielsen también fue uno de los miembros fundadores de la Canadian Journal of Philosophy.
En 1973 Nielsen fue uno de los firmantes del Manifiesto Humanista II.
Escribió o editó más de 40 libros sobre temas como el marxismo, la metafilosofía y la teoría ética y política.
En 2007, se publicó Reason and Emancipation: Essays on the Philosophy of Kai Nielsen, editado por Michel Seymour y Matthias Fritsch, con contribuciones de Anthony Kenny, Nicholas Wolterstorff, Richard Rorty y Steven Lukes, entre otros. Este libro fue publicado después de que se celebrara una conferencia en honor a Nielsen en octubre de 2003 en la Universidad de Concordia.
Murió en abril de 2021 a la edad de 94 años. 

## Publicaciones

### Libros
- Pessimism of the Intellect, Optimism of the Will: The Political Philosophy of Kai Nielsen, Edited by David Rondel and Alex Sager, 2012. ISBN 978-1-55238-530-2
- Wittgensteinian Fideism? (with D. Z. Philips), 2006. ISBN 0-334-04005-1
- Atheism And Philosophy, 2005. ISBN 1-59102-298-3
- Globalization And Justice, 2002. ISBN 1-59102-054-9
- Naturalism and Religion, 200., ISBN 1-57392-853-4
- Exploitation, 2001. ISBN 0-391-04000-6
- Why Be Moral?, 1997. ISBN 0-87975-519-9
- Naturalism Without Foundations, 1996. ISBN 1-57392-076-2
- On Transforming Philosophy: A Metaphilosophical Inquiry. 1995, ISBN 0-8133-0666-3
- Does God Exist?: The Debate Between Theists and Atheists (with J. P. Moreland), 1993. ISBN 978-0879758233
- God and the Grounding Of Morality, 1991. ISBN 0-7766-0328-0
- After the Demise of the Tradition: Rorty, Critical Theory, and the Fate of Philosophy, 1991. ISBN 0-8133-8044-8
- Ethics without God, 1990. ISBN 0-87975-552-0
- God, Skepticism and Modernity, 1989. ISBN 0-7766-0241-1
- Marxism and the Moral Point of View: Morality, Ideology, and Historical Materialism, 1989. ISBN 0-8133-0653-1
- Equality and Liberty: A Defense of Radical Egalitarianism, 1986. ISBN 0-8476-7516-5
- Philosophy and Atheism, 1985. ISBN 0-87975-289-0
- An Introduction to the Philosophy of Religion, 1983. ISBN 0-312-43310-7
- Marx and Morality, 1981. ISBN 0-919491-01-4
- Scepticism, 1973. ISBN 0-333-10263-0
- Ethics Without God, 1973, revised edition 1990. ISBN 978-0879755522
- Reason and Practice: A Modern Introduction to Philosophy, 1971. ISBN 0-06-044836-9
- Contemporary Critiques of Religion, 1971. ISBN 0-333-06963-3
- Ethics Without God, 1971. ISBN 0-301-73021-0

### Artículos y capítulos de libros.
Consulte los listados en la página de inicio personal de Nielsen, la página de inicio de Calgary Archivado el 9 de abril de 2021 en Wayback Machine. y los detalles en Philpapers.

### Libros sobre Nielsen
- Reason and Emancipation: Essays on the Philosophy of Kai Nielsen, edited by Michel Seymour and Matthias Fritsch, 2007, ISBN 978-1-59102-418-7